# Heinz Maria Lins
Heinz Maria Lins (* 25. November 1916 in München; † 27. Dezember 2020 in Wien) war ein deutscher Sänger in der Stimmlage Bariton.

## Leben und künstlerisches Wirken
Der Künstler wurde in eine musikalische Familie hineingeboren. Schon sehr früh erhielt er Klavier-, Geigen- und Klarinettenunterricht. Bereits im Alter von vier Jahren stand er erstmals auf einer Laienbühne. Nach dem Abitur studierte Lins Medizin. Sein Studium musste er wegen des Kriegsausbruchs abbrechen und wurde für den Sanitätsdienst abkommandiert.
Nach 1945 ließ er seine Stimme ausbilden. Um sein Gesangsstudium finanzieren zu können, sang Lins in amerikanischen Nachtclubs. Der Künstler strebte im Bereich der klassischen Musik eine Karriere an. Doch seine Freunde, der Schlager- und Filmkomponist Werner Bochmann und Schauspieler Heinz Rühmann, überredeten ihn für die „leichte Musik“. Folgend sang Lins Schlager und Volkslieder genauso wie Opernarien oder Schubertlieder. Besonderen Erfolg hatte er seinerzeit mit den bereits in den 1920er Jahren entstandenen Schlagern In einer kleinen Konditorei und Ich hab' mein Herz in Heidelberg verloren, welche er jedoch in der für die 1950er Jahre typischen Manier vortrug. Auf der Bühne war seine bekannteste Rolle der Domkapellmeister Römer in Schwarzwaldmädel, den er in rund 1600 Vorstellungen spielte.
Der Sänger war in vielen Fernseh- und Spielfilmen zu hören, jedoch nicht zu sehen. Er lieh beispielsweise Dieter Borsche in dem Film Fanfaren der Liebe, Gerhard Riedmann in Der Bettelstudent sowie Hans Clarin in dem am 29. Dezember 1959 in der ARD ausgestrahlten Fernsehfilm Don Giovanni seine Gesangsstimme. Zahlreiche Schallplattenaufnahmen unter anderem bei Decca, Ariola und Telefunken zeugen von seiner musikalischen Vielfältigkeit. Er sang an der Seite von Sári Barabás, Erika Köth, Herta Talmar, Renate Holm, Marianne Schech, Josef Traxel, Walter Berry, Ferry Gruber und weiteren Künstlern.
Immer mehr arbeitete Lins für den Rundfunk und hatte darum nur noch selten Auftritte auf deutschen Musikbühnen. Ab Ende der 1960er Jahre wurde es um den Künstler still. Sein letztes Engagement hatte er 1987 in Zürich. Er lebte mit seiner Frau Angelika im Innsbrucker Stadtteil Hötting. Im November 2016 feierte er seinen 100. Geburtstag und gab BR-Klassik ein Interview. Am 27. Dezember 2020 starb Heinz Maria Lins im Alter von 104 Jahren in Wien.
Er wurde am 8. Januar 2021 auf dem Waldfriedhof München beigesetzt.

## Diskografie (Auswahl)
- Goldene Operette. Gasparone, Label: Telefunken 1957
- Schwarzwaldmädel, Label: Ariola 1959
- Der Vogelhändler, Label: Ariola 1960
- Heimat, schöne Heimat, Label: Polydor 1960